# 葫芦叶关木通
葫芦叶关木通（学名：Isotrema cucurbitoides）是马兜铃科关木通属的植物，为中国的特有植物。分布于中国大陆的云南、贵州、广西等地，模式产地为广西田林县，生长于海拔800米至2,400米的地区，常生长在疏林中，目前尚未由人工引种栽培。
叶片戟状披针形; 檐部圆筒状, 先端裂片紧缩, 开口小。